# Mniobia lobata
Mniobia lobata är en hjuldjursart som beskrevs av Haigh 1967. Mniobia lobata ingår i släktet Mniobia och familjen Philodinidae. Inga underarter finns listade i Catalogue of Life.